# Lycée Victor-Hugo (Paris)
Pour les articles homonymes, voir Lycée Victor-Hugo.
La cité scolaire Victor-Hugo est un établissement français d’enseignement secondaire et supérieur situé à Paris dans le 3e arrondissement. Elle est composée d'un lycée d'enseignement général au no 27 de la rue de Sévigné et d'un collège réparti sur deux annexes au no 11 rue Barbette (classes de 6e et 5e) et au no 102 rue Vieille-du-Temple (classes de 4e et 3e).

## Présentation
Le nom de la cité scolaire rend hommage à l’écrivain français Victor Hugo (1802-1885).
Le bâtiment principal du lycée Victor-Hugo est situé rue de Sévigné dans le 3e arrondissement de Paris (très loin de l’avenue Victor-Hugo ou de la place Victor-Hugo du 16e arrondissement). Le lycée Victor-Hugo est relativement proche de la « maison de Victor Hugo » (devenue aujourd’hui un musée) du 6, place des Vosges (4e arrondissement).
Le collège accueille : 
- 4 classes de sixième, dont 1 classe à horaires aménagés (à partir de 2023) ;
- 4 classes de cinquième ;
- 4 classes de quatrième ;
- 4 classes de troisième.

Le lycée accueille environ 500 élèves, de la 2e à la terminale :  
- 5 classes de seconde générale, dont 1 Esabac (double bac franco-italien) ;
- 5 classes de première, dont 1 spécialisée en STMG ;
- 5 classes de terminale, dont 1 spécialisée en STMG (à partir de 2023).

La classe de première année de classe préparatoire aux grandes écoles (CPGE) littéraire a fermé en 2022, malgré une pétition de plus de 5 000 signataires.
La plus grande partie des services administratifs trouvent place dans l'enceinte du lycée, ainsi que la restauration scolaire.
Au lycée, 10 spécialités sont proposées : « Arts : spécialité théâtre », « Enseignements de spécialité spécifique à la série technologie STMG », « Histoire géographie Géopolitique et Sciences Politiques », « Humanités littérature et philosophie », « Langues littérature et cultures étrangères (anglais) », « Mathématiques », « Numérique et sciences informatiques (mutualisé avec le lycée Simone-Weil) », « Physique-Chimie », « SES » et « SVT ».
Les langues enseignées sont l’allemand (LV1, LV2), l’anglais (LV1, LV2), l’italien (LV1, LV2, LV3), l’espagnol (LV2), la LSF (langue des signes français), ainsi que le latin et le grec.
Chaque établissement (lycée, collège) dispose de la personnalité juridique, avec son conseil d’administration propre.
Ce site est desservi par les stations de métro Chemin-Vert, Bréguet-Sabin et Saint-Paul.

### Classement du lycée
En 2015, le lycée se classe 70e sur 109 au niveau départemental pour la qualité d'enseignement, et 904e au niveau national. Le classement s'établit sur trois critères : le taux de réussite au bac, la proportion d'élèves de première qui obtient le baccalauréat en ayant fait les deux dernières années de leur scolarité dans l'établissement, et la valeur ajoutée (calculée à partir de l'origine sociale des élèves, de leur âge et de leurs résultats au diplôme national du brevet).
La classe Esabac a un taux de réussite au bac de 100 % depuis sa création en 2010.

### Classement du collège
En 2016, le taux de réussite au brevet (DNB) est de 87 %, identique à la moyenne nationale.

## Histoire
Ouvert en 1895, le lycée Victor-Hugo est le cinquième lycée de jeunes filles ouvert à Paris depuis que la loi Camille Sée (votée en 1880) en autorise la création. Le lycée est bâti sur l’emplacement du couvent des Annonciades célestes, dit des Filles-bleues, fondé en 1622.

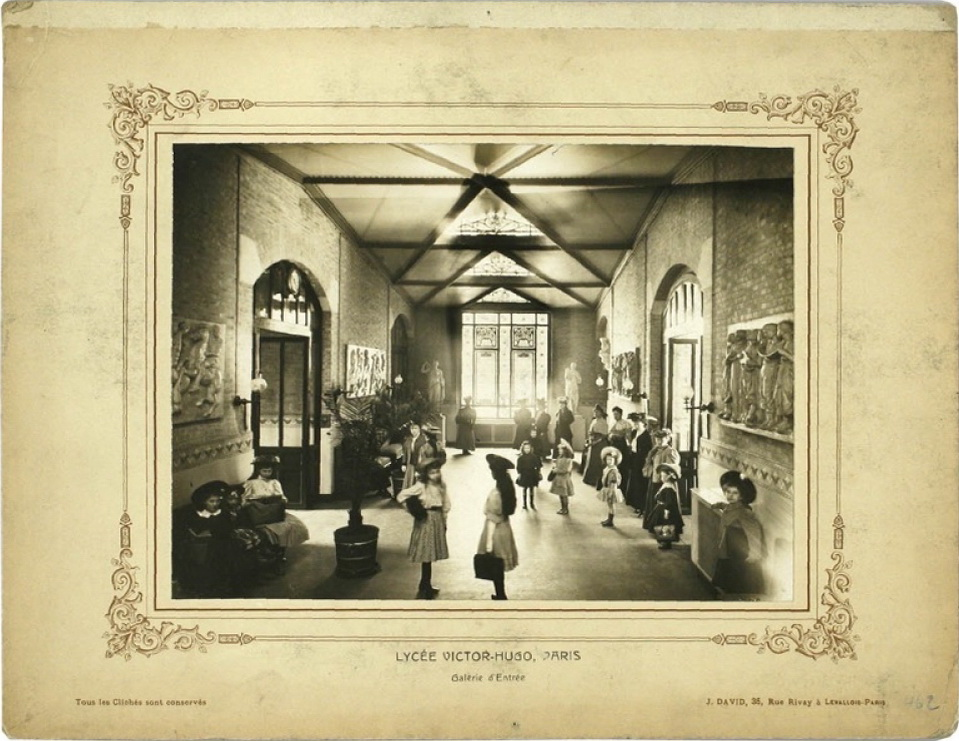
Galerie d'entrée du lycée, photographiée par Jules David, entre 1902-1910.

Les nouveaux bâtiments sont dus à l’architecte Anatole de Baudot (1834-1915), construits entre 1894 et 1896, sur la base du système de ciment armé conçu par Paul Cottancin.
Alors que le plupart des nouveaux lycées de garçons sont construits ex nihilo, donnant naissance à des bâtiments au style monumental, les lycée de jeunes filles sont plus modestes. Soit ils réinvestissent d'anciens bâtiments (comme le lycée Fénelon), soit ils jouissent de conditions de construction moins favorables. Ainsi, le lycée Victor-Hugo est coincé entre l'annexe du musée Carnavalet et la bibliothèque historique de la Ville de Paris (hôtel Le Peletier de Saint-Fargeau), conduisant l'architecte à intégrer dans ses plans du premier étage un passage pour relier les deux institutions.
Le lycée s’enorgueillit d’une collection d’objets pédagogiques consignés notamment par Annie Soulayrol, illustre professeure de physique-chimie : machine pneumatique, presse hydraulique, pile de Volta, pile de Grenet, hygromètre, galvanomètre de Nobili, galvanomètre de Desprez, bouteille de Leyde, bobine, sonomètre.
L'annexe Barbette se situe sur l'emplacement de l'ancien hôtel Barbette, dont seul est conservé l'escalier principal et la porte à deux vantaux sculptés où figure le monogramme « M » de Le Mayrat, seigneur de Nogent, conseiller du roi Louis XIV.
L'annexe Épernon occupe l'hôtel de Lauson, intendant de Provence et de Guyenne, puis gouverneur du Canada et conseiller d'État, acheté en 1938 par l'État et affecté au lycée Victor-Hugo. Le bâtiment original est bien conservé, sur le modèle des hôtels particuliers du Marais, entre cour et jardin. Dans la cour, un balcon ceint de rambardes du XVIIIe siècle comme les appuis des fenêtres est porté par des consoles de pierres au-dessus d'anciennes remises où étaient garées les voitures à cheval. Un jardin est aménagé à l'arrière du corps de logis. Il reste un escalier avec de magnifiques marches en pierre et une rampe en fer forgé (doublée d'une grille de sécurité depuis 2004). L'ancien boudoir circulaire de style Louis XVI accueille à présent le bureau de la CPE. Au premier étage, une petite pièce est tapissée d'anciens papiers ; la porte par laquelle on entre est surmontée d'un trumeau peint d'un décor floral et entouré d'une moulure.

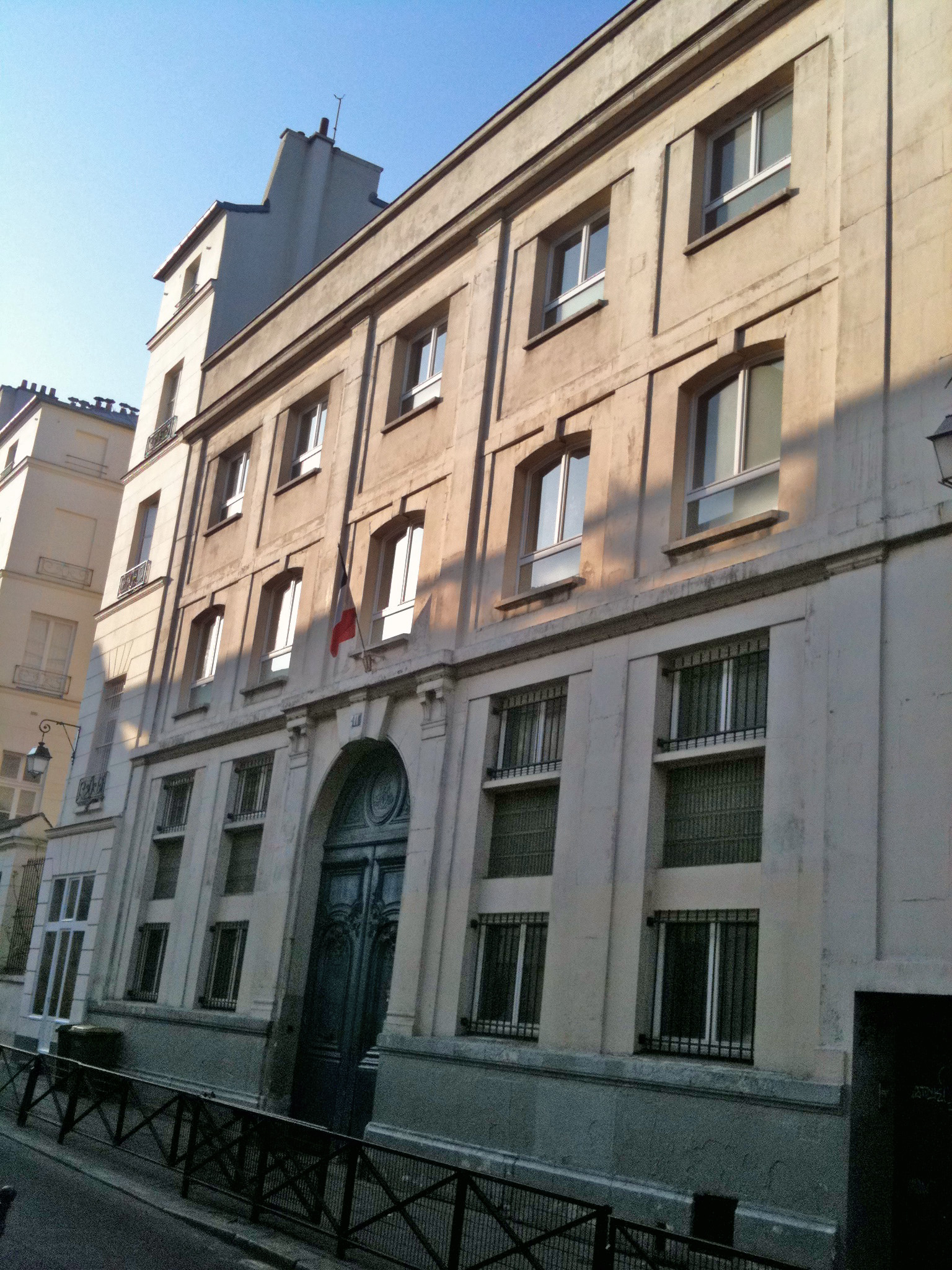
Façade du collège de la rue Barbette, qui accueille une partie des collégiens.
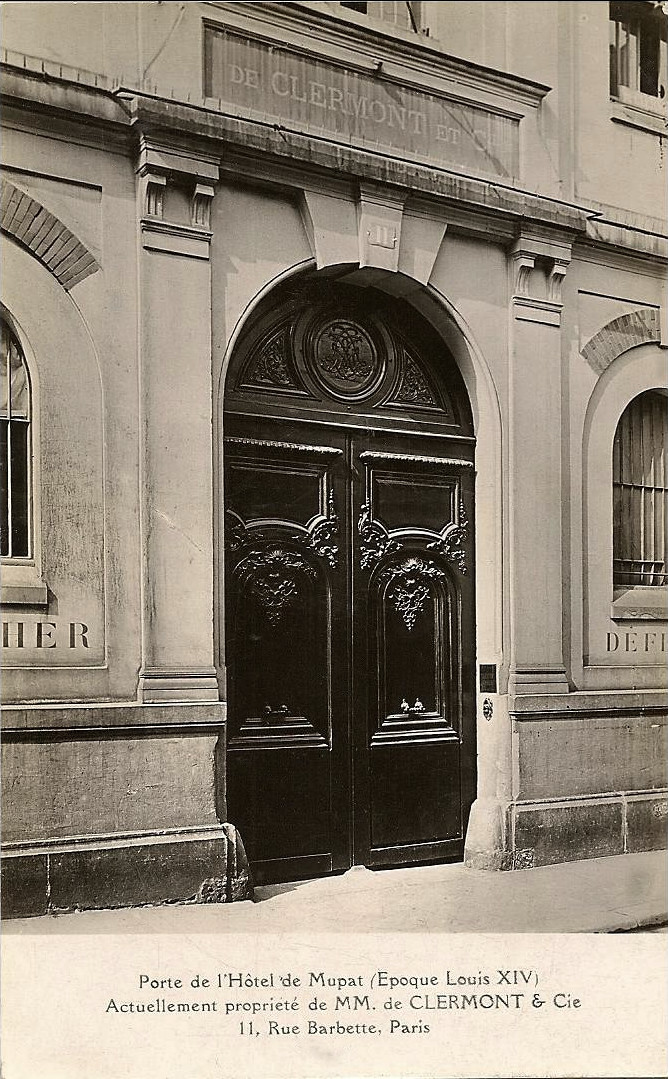
Porte du collège de la rue Barbette, issue de l'ancien hôtel particulier Le Mayrat.
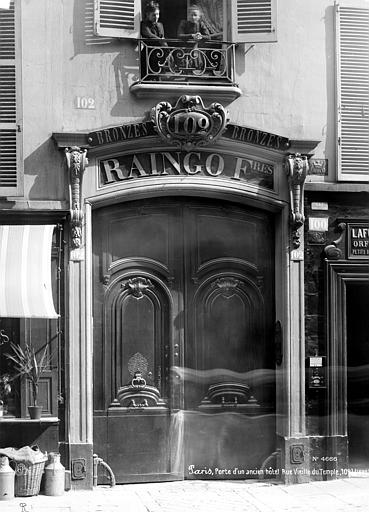
Façade du collège de la rue Vieille-du-Temple, qui accueille les collégiens en classe de 4e et 3e.

## Historique des proviseurs
- Mlle Lucie Kuss (1860-1925) fut la première directrice du lycée Victor-Hugo (de 1895 à 1913)[7].
- Mlle Adèle Vennin (1860-1917), directrice de 1913 à 1917[8]
- Mme Gabrielle Marcourt, née Duponchel (1861-1945), directrice de 1917 à 1924[8]
- Mlle Émilie Lafore (1867-1930), directrice de 1924 à 1928[8]
- Mlle Lucia Bordenave (1874-?), directrice de 1928 à 1930[8]
- Mme Caroline Kantzer, née Tillet (1883-1961), directrice de 1930 à 1937[8]
- Mme Louise Maugendre, née Quignard (1890-1989), directrice de 1937 à 1945[8]

- Mme Anne Saar-Demichel
- M. Théo Battistella
- Mme Claudia Corsini-Méry (à partir de 2022)
- Mme Isabelle Leguil de Rigal

## Personnalités liées au lycée

### Élèves
- Renée Lévy (1906-1943), résistante française : elle fit ses classes élémentaires (petit lycée) puis ses études de lettres classiques dans ce lycée où enseignait déjà sa mère  et devint aussi professeur dans ce même lycée en 1937.
- Hélène Wlodarczyk (1950- ), linguiste polonisante.
- Marco Enríquez-Ominami (1973- ), homme politique chilien.
- Astrid Berges-Frisbey (1986- ), actrice franco-espagnole.
- Geneviève Bresc-Bautier (1948- ), historienne de l'art française.
- Elli Medeiros (1956- ), chanteuse.
- Dimitri Bodiansky (1964- ), musicien (Indochine).
- Sophie Makariou (1966- ), conservatrice du patrimoine (Musée Guimet).
- Marion Vernoux (1966- ), réalisatrice et scénariste.
- They An Luu, comédienne (Diva).
- Judith Godrèche (1972-), comédienne.
- Félix Moati (1990- ), acteur et réalisateur français[9],[10].
- Marie-France Alvarez, comédienne.

### Enseignants
- Renée Lévy (1906-1943), professeure de grec et de latin. Résistante, elle est condamnée à mort par les Allemands. Dans le hall du lycée, une plaque commémorative lui rend hommage, célébrant son « remarquable exemple de fermeté d'âme et d'héroïsme »[11].